# Veronica tenuissima
Veronica tenuissima är en grobladsväxtart som beskrevs av A. Boriss.. Veronica tenuissima ingår i släktet veronikor, och familjen grobladsväxter. Inga underarter finns listade i Catalogue of Life.